# Hydrornis guajanus
La pita barrada de Java (Hydrornis guajanus) es una especie de ave paseriforme en la familia Pittidae. Se la encuentra en Java y Bali. Anteriormente era considerada con especifica con las pitas de Borneo y Malasia. Juntas, se las denominaba pita barrada.

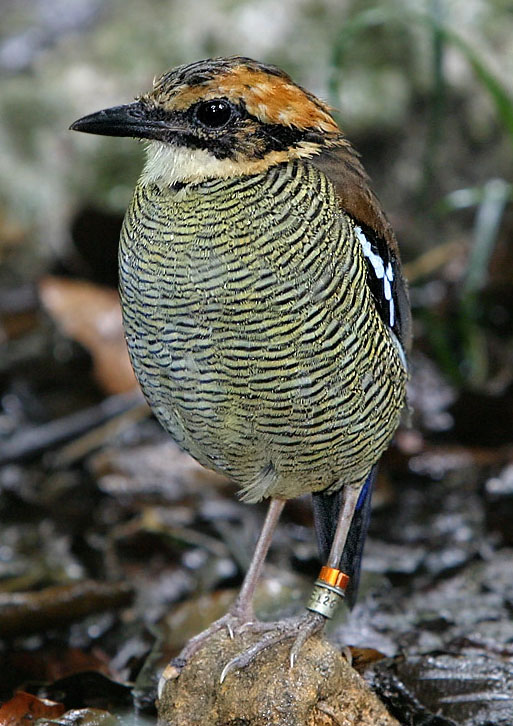
Hembra de la pita barrada de Java.